# Christian Ulmer
Christian Ulmer est un coureur allemand du combiné nordique et sauteur à skis né le 19 août 1984 et actif en compétitions internationales à partir de 2000.
Il a commencé sa carrière en combiné, qu'il a pratiqué jusqu'en décembre 2005. En janvier 2006, il commence les compétitions internationales de saut à skis, et ne quittera plus cette discipline sportive jusqu'à la fin de sa carrière, en 2011.

## Combiné nordique
En Coupe du monde B, il a fait ses débuts à Klingenthal en janvier 2001. Sa meilleure performance est une quatrième place à Rovaniemi le 5 décembre 2003.
Lors des Championnats du monde junior de combiné nordique, il est médaillé d'argent à Stryn, en 2004, lors de l'épreuves par équipes. Sa meilleure performance individuelle est une sixième place en sprint, la même année.
En Coupe du monde, il a fait ses débuts à Oberstdorf en février 2004. 
Sa meilleure performance en Grand Prix d'été est une sixième place, à Oberstdorf, le 15 août 2004.

## Saut à skis
Sa première compétition est une Course FIS à Harrachov en janvier 2006.
En Coupe continentale, il a fait ses débuts à Braunlage en janvier 2006. Son meilleur résultat est une victoire (Bischofshofen, 17 janvier 2009). Une semaine auparavant, à Sapporo, il était deuxième de la compétition.
En Coupe du monde, il a fait ses débuts à Kuusamo en novembre 2006 ; il se classa huitième, ce qui reste sa meilleure performance individuelle dans cette compétition. Son meilleur résultat par équipes est une cinquième place (Vikersund, 14 mars 2009).
Lors de l'Universiade d'hiver de 2011, il se classe sixième à deux reprises : en individuel sur grand tremplin et lors de la compétition par équipes.